# Jordi Jorba
Jordi Jorba (Barcelona, 8 de maig de 1997) és un jugador espanyol de rugbi que s'exerceix com a ala, que juga per l'Unió Esportiva Santboiana de la Lliga espanyola de rugbi, màxima divisió de la lliga espanyola de rugbi. Jugador provinent de l'escola d'un dels clubs mes antics d'Espanya, el BUC, te com a màxima ambició jugar al rugbi a la mes alta competició, fent gala de l'estirp familiar de jugadors de rugbi.

## Carrera
Als 16 anys, Jorba és reclutat per a les categories inferiors de la USAP amb la primerenca, i a Perpinyà és on comença a jugar en el campionat de espoirs (categoria inferior) amb qui aconsegueix el títol de campions de França juvenil la temporada 2016-17.

## Selecció nacional
Jorba ha passat per les categories inferiors de la selecció espanyola, i ha participat en el campionat de europa sub-19 on Espanya es va proclamar campió del torneig. Aquesta victòria va donar pas a la participació en el mundial "World Trophy U20" on es vàrem proclama subcampions per darrere de Samoa. L'any 2016 és convocat pel seleccionador nacional Santiago Santos per enfrontar-se a Argentina en la copa de les nacions, en un partit on Jorba debuta amb el XV del lleó.
En rugbi a 7 va debutà en el Sevens Gran Prix Series de 2016 que es va disputar en EXETER amb la selecció olímpica dels JJOO de Rio.